# Philippe Kress
Philippe Kress (født 27. juli 1972) er en dansk filmfotograf. Han er uddannet på European Film College (Danmark) i 1996, på Maine Photographic workshop USA i 1997, samt fra National Film and TV school UK i 2001.

## Privat
Philippe Kress bor i Charlottenlund og er gift med Anita Lindberg Kress. Sammen har de to børn: Marcel Kress (født d.17 april 2002) og Tristan Kress (født d.22 februar.2006).
Hans forældreer Jean Kress (fransk) og Lili Kress (dansk) Hans bror er Eric Kress, som ligeledes er filmfotograf. Søster er Marianne Kress er tidligere dansk ambassadør i Mali.

## Karriere
Philippe Kress arbejder i mange danske og internationale sammenhænge. Den BAFTA-nominerede King Charles III er fra Storbritannien, Beatles (film), nomineret for en Amanda Award for bedste foto er norsk og Rosa Morena er fra Brasilien/Danmark. Philippe Kress har endvidere arbejdet på et utal af danske og udenlandske film og tv-serier, samt dokumentarer og kortfilm.

## Filmografi

### Spillefilm
- Loving Adults - instruktør Barbara Rothenborg (DK) (2022)
- Centervagt - instruktør Rasmus Heide (DK) (2021)
- King Charles III - instruktør Rupert Goold (GB) (2016)
- Three Heists and a Hamster  - instruktør Rasmus Heide (DK/Kroatien) (2016)
- 9. april - instruktør Roni Ezra (DK) (2015)
- Beatles  - instruktør Peter Flinth (N) (2014)
- All for two - instruktør Rasmus Heide (DK) (2013)
- Eddie: The Sleepwalking Cannibal - instruktør Boris Rodriquez (Canada) (2011)
- All for one  - instrultør Rasmus Heide (2010)
- Rosa Morena  - instruktør director Carlos Augusto de Oliveira (DK/Brasil) (2009)
- Parterapi - instruktør Kenneth Kainz (DK)(2009)
- The invisible cell - (Feature Documentary), instruktion Anders Riis Hansen/Kenneth Kainz (2008)
- Nynne - instruktør Martin Strange m.fl. (2005)
- Lotto - instruktør Peter Schrøder (DK) (2003)
- Den store dag - instruktør Morten Arnfred (DK) (2005)

### Kortfilm
- Helmer & Son - instruktør Søren Pilmark - Oscar Nomineret 2007
- Gabriels Word - instruktør David Bjerre 2002
- Halleluja - instruktør Søren Frellesen 2002
- Julie - instruktør Carsten Myllerup 2001
- Hjemvendt - instruktør Jonas Arnby 2001

### TV-serier
- Fate: The Winx saga, season 2, instruktør Sallie Apprehimian (2022)
- Hvide Sande, #2 episode 5-8 - instruktør Barbara Rothenborg, (2021)
- Riviera, #3, 4 episodes - directors Paul Walker & Oskar Thor Axelsson (UK) (2019)
- Ragnarok, #1, 6 episoder - instruktør Mogens Hagedorn, Jannick Johansen (2019)
- Riviera, #2 , 5 episoder - instruktør Hans Herbot & Paul Walker (UK) (2018)
- The Team - instruktør Jannik Johansson (Germany/DK) (2017)
- Dicte III - instruktør Kenneth Kainz (2016)
- The Spral – instruktør Hans Herbots (Belgium–scandinavian) (2012)
- Kristian – instruktør Carsten Myllerup (2010)
- Lulu & Leon - instruktør Carsten Myllerup (2009)
- Anna Pihl – instruktør Mikkel Nørgaard (2007)
- Nynne - instruktør Jonas Elmer (2006)
- Anna Pihl - instruktør Carsten Myllerup (2006)
- Nikolaj & Julie - instruktør Lars Kaalund (2003)
- Hjerte Afdelingen - instruktør Niels Anders Thorn (2002)
- De Udvalgte - instruktør Kenneth Kainz (2002)
- Rejseholdet - instruktør Jørn Faurschou (2001)
- Skjulte spor – instruktør Simon Staho (2001)

## Priser
- 2021 – RiverRun International Film Festival (USA), Best Cinematography for A Beautiful Curse
- 2018 – BAFTA Awards(UK), Best Single Drama for [King Charles III]
- 2015 – Amanda Awards (NO), Nomineret til Best Cinematography for Beatles